# Pedrocortesella bithongabela
Pedrocortesella bithongabela är en kvalsterart som beskrevs av Hunt 1996. Pedrocortesella bithongabela ingår i släktet Pedrocortesella och familjen Licnodamaeidae. Inga underarter finns listade i Catalogue of Life.